# Узунколь (Костанайская область)
Узунко́ль (каз. Ұзынкөл, до 17 июня 1997 года — Ле́нинское, ранее — Демья́новка) — село, административный центр Узункольского района Костанайской области Казахстана. Административный центр Узункольского сельского округа. Код КАТО — 396630100.
На юге села находится озеро Балыкты, в 3 км к востоку — Большое, в 8 км к северо-востоку — Кутур, в 11 км к северо-востоку — Карасор.

## История
Село было основано в конце XIX века переселенцами из Полтавской губернии. Демьяновка быстро развивалась. В 1900 году в селе открылась одноклассная русско-казахская школа, а уже в 1906—1907 годах в ней насчитывалось 42 ученика. В 1909 году на средства жителей в селе была построена церковь, в 1910 году создан медпункт.

## Население
В 1999 году население села составляло 6878 человек (3461 мужчина и 3417 женщин). По данным переписи 2009 года, в селе проживало 6378 человек (3072 мужчины и 3306 женщин).
На начало 2019 года население села составило 5676 человек (2808 мужчин и 2868 женщин).